# Manuel Ganahl
Manuel Ganahl (* 12. Juli 1990 in Bludenz) ist ein österreichischer Eishockeyspieler, der seit 2024 erneut bei den Graz 99ers in der ICE Hockey League unter Vertrag steht.

## Karriere
Manuel Ganahl gewann 2008 mit Dornbirn den Nationalliga-Titel und wechselte 2009 nach Graz, wo er abwechselnd bis 2011 in der EBEL und mit dem Farmteam in der Slohokej Liga und der Oberliga spielte. Nach dem Gewinn der Oberliga 2011, wechselte er auf einen Fixplatz in der Kampfmannschaft der 99ers. Während seiner Spielzeit in Graz kam er auf mehr als 300 Einsätze und war in den Spielzeiten 2013/14 und 2014/15 jeweils zweitbester Torschütze des Vereines.
Im März 2015 wechselte er zum Ligakonkurrenten EC KAC und erreichte in seiner ersten Saison 48 Scorerpunkte bei 61 Einsätzen. In der Hauptrunde der Saison 2016/17 erzielte Ganahl 16 Tore und 33 Assists, womit er zweitstärkster Scorer des KAC hinter Jamie Lundmark wurde. Im Februar 2017 gab der KAC bekannt, Manuel Ganahls Vertrag bis zum Ende der Spielzeit 2018/19 zu verlängern.
Am 12. April 2018 wurde bekannt gegeben, dass Ganahl in die finnische Liiga zu den Pelicans Lahti wechselt. Er hat sich jedoch verpflichtet, bei einem erneuten Engagement in der EBEL wieder für den EC KAC zu spielen.

### International
Im Juniorenbereich nahm Ganahl mit dem österreichischen Nachwuchs an der U18-Weltmeisterschaft 2008 in der Division I teil.
In der österreichischen Nationalmannschaft debütierte er bei der 0:7-Niederlage gegen Deutschland am 31. März 2011 in Rosenheim. Seine erste Weltmeisterschaftsteilnahme bekam er allerdings erst 2015, als er mit seinem Team aus der Top-Division abstieg.
Anschließend spielte er 2016 und 2017 in der Division I. Zudem vertrat er das Alpenland bei der Olympiaqualifikation für die Winterspiele in Pyeongchang 2018.

## Erfolge und Auszeichnungen
- 2008 Nationalliga-Meister mit dem Dornbirner EC
- 2017 Aufstieg in die Top-Division bei der Weltmeisterschaft der Division I, Gruppe A
- 2018 Kärntner Eishockey Superstar des Jahres

## Karrierestatistik

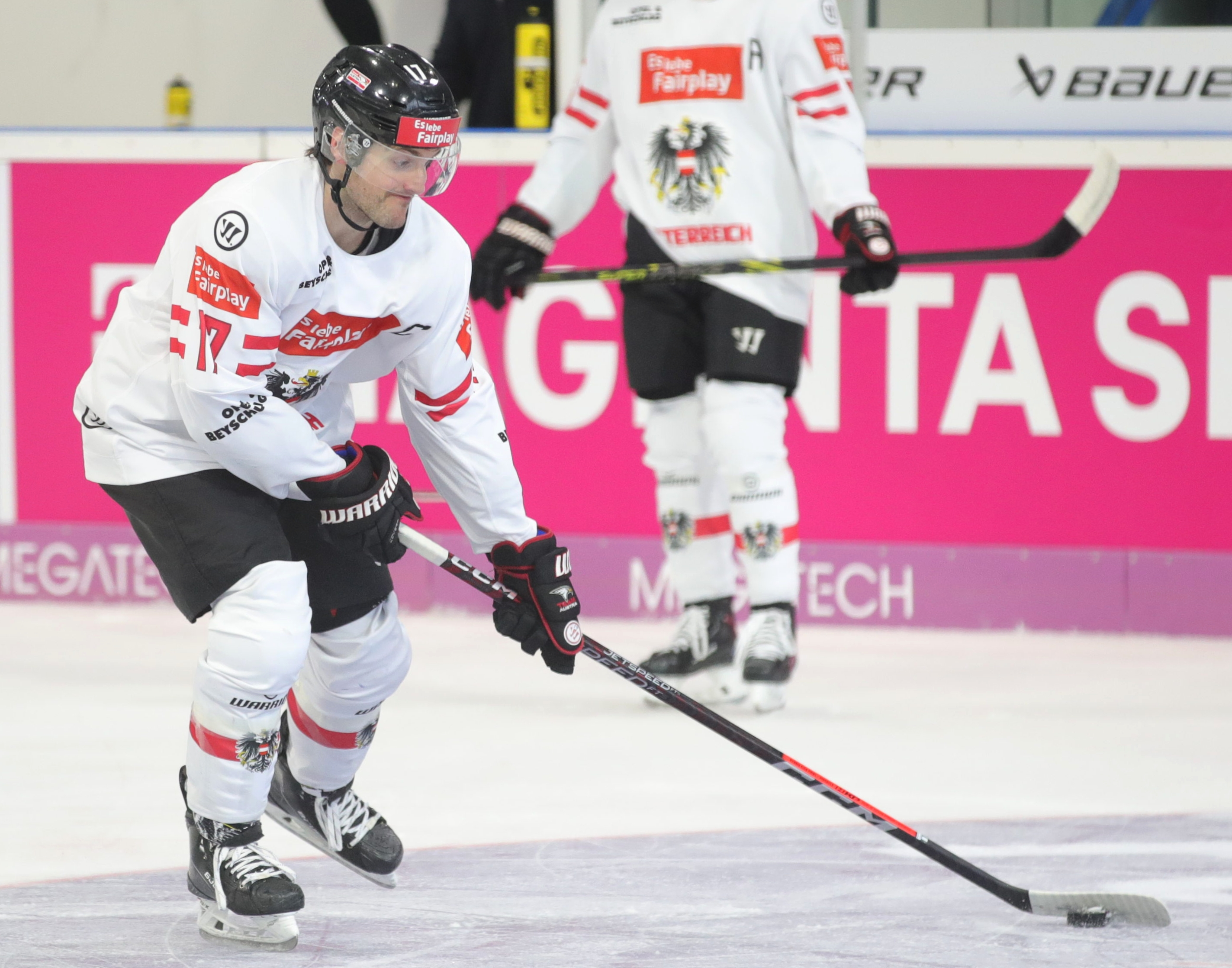
Ganahl im Trikot der Österreichischen Nationalmannschaft (2023)

(Legende zur Spielerstatistik: Sp oder GP = absolvierte Spiele; T oder G = erzielte Tore; V oder A = erzielte Assists; Pkt oder Pts = erzielte Scorerpunkte; SM oder PIM = erhaltene Strafminuten; +/− = Plus/Minus-Bilanz; PP = erzielte Überzahltore; SH = erzielte Unterzahltore; GW = erzielte Siegtore; 1 Play-downs/Relegation; Kursiv: Statistik nicht vollständig)